# Stantsionnyj smotritel
Stantsionnyj smotritel (russisk: Станционный смотритель) er en sovjetisk spillefilm fra 1972 af Sergej Solovjov.

## Medvirkende
- Nikolaj Pastukhov som Samson Vyrin
- Marianna Kusjnerova som Dunja
- Nikita Mikhalkov som Minskij
- Valentina Ananina
- Anatolij Borisov